# Hippolyte ngi
Hippolyte ngi is een garnalensoort uit de familie van de Hippolytidae. De wetenschappelijke naam van de soort werd voor het eerst geldig gepubliceerd in 2017 door Gan en Li.